# Нова Чєбула
Нова Чєбула (рос. Новая Чебула) — присілок у Болотнинському районі Новосибірської області Російської Федерації.
Входить до складу муніципального утворення Світлополянська сільрада. Населення становить 227 осіб (2010).

## Історія
Згідно із законом від 2 червня 2004 року органом місцевого самоврядування є Світлополянська сільрада.

## Населення
| 2002 | 2007 | 2010 |
| ---- | ---- | ---- |
| 334  | ↘316 | ↘277 |